# Rytigynia subbiflora
Rytigynia subbiflora är en måreväxtart som först beskrevs av Gottfried Wilhelm Johannes Mildbraed, och fick sitt nu gällande namn av Robyns. Rytigynia subbiflora ingår i släktet Rytigynia och familjen måreväxter.
Artens utbredningsområde är Kamerun. Inga underarter finns listade i Catalogue of Life.